# Салют-7
«Салют-7» — радянська орбітальна станція, призначена для проведення наукових, технологічних, біологічних і медичних досліджень в умовах невагомості. Остання станція серії «Салют».
Виведена на орбіту 19 квітня 1982 ракетою-носієм «Протон-К» та перебувала на ній до 7 лютого 1991.
Орбітальна станція «Салют-7» складалася з герметичного перехідного відсіку (ПВ), герметичного робочого відсіку (РВ), негерметичного агрегатного відсіку. РВ, ПВ — населені відсіки. З боку агрегатного відсіку був третій герметичний відсік — проміжна камера.
Перехідний відсік слугував для переходу екіпажу з транспортного корабля в орбітальну станцію, проведення наукових досліджень та експериментів. З перехідного відсіку був можливий вихід космонавтів у відкритий космос через спеціальний люк, що закривався герметичною кришкою.
Робочий відсік, розташований в середній частині корпусу, був призначений для здійснення основних операцій з управління польотом, науково-технічних досліджень і експериментів, для виконання комплексу фізичних вправ, прийому їжі, сну, відпочинку. Комплектація наукового обладнання відсіку змінювалася в залежності від програми польоту.
Станція була модифікована в порівнянні зі своєю попередницею — станцією «Салют-6». «Салют-7» була розрахована на триваліший період експлуатації. Її службові системи були значно вдосконалені: підвищена потужність системи енергоживлення, стикувальний вузол став міцнішим, посилено захист ілюмінаторів від ударів мікрометеоритів, модернізована система життєзабезпечення, значно покращилися побутові умови космонавтів. Основні ж відмінності «Салют-7» від «Салют-6» були пов'язані з новими можливостями для проведення наукових досліджень і ремонту бортового обладнання в польоті.
Політ станції тривав 7 років 9 місяців 10 днів. У пілотованому режимі станція експлуатувалася більше 800 днів. На її борту працювали десять екіпажів (21 космонавт), у тому числі два міжнародних за участю громадян Франції та Індії. Постачання станції забезпечили 15 вантажних кораблів «Прогрес».
На «Салюті-7» була здійснена найтриваліша з того часу 237-добова експедиція. Двічі у складі екіпажу станції працювала Світлана Савицька, яка першою з жінок-космонавтів здійснила вихід у відкритий космос. У цілому космонавти 13 разів працювали на зовнішній поверхні станції, а космонавти Леонід Кизим і Володимир Соловйов вперше у світовій космонавтиці двічі здійснили міжорбітальний переліт з однієї станції на іншу. Спочатку вони літали на «Мирі». Потім перелетіли на «Салют-7», пропрацювали там 50 діб і знову повернулися на «Мир».
У ході експлуатації «Салюту-7» на його борту було виконано понад 2500 геофізичних, технічних, астрофізичних, медико-біологічних та технологічних експериментів. У роботах використовувалося 175 найменувань наукової апаратури і обладнання. На Землю були доставлені матеріали з результатами експериментів та досліджень загальною масою понад 500 кілограмів.
11 лютого 1985 на безпілотний ділянці польоту станції через вихід з ладу системи командного управління і помилки оператора ЦУП був втрачений зв'язок з нею, в результаті чого через неможливості втрутитися з Землі в роботу автоматики порушився режим підзарядки буферних батарей, система знеструмила і станція повністю вийшла з ладу.
Для виконання роботи з відновлення станції 6 червня 1985 на орбіту була направлена спеціальна експедиція — космонавти Володимир Джанібеков і Віктор Савіних на кораблі «Союз Т-13». «Союз Т-13» за допомогою цілевказівок з Землі і ручного управління зблизився зі станцією, зістикувався з нею як з неоперованим об'єктом. Після проведення ремонтно-відновлювальних робіт станція була введена в дію.
У зв'язку з початком експлуатації станції «Мир» 25 червня 1986 роботи зі станцією «Салют-7» були припинені. Для вивчення поведінки конструкції та апаратури при тривалій експлуатації було прийнято рішення про переведення станції «Салют-7» на високу орбіту з тривалим терміном існування (як прогнозувалося, не менше 10 років). Але прогноз виявився неточним, через несподівано високу щільність атмосфери в роки активного Сонця станція почала знижуватися значно енергійніше, ніж передбачалося.
7 лютого 1991 станція «Салют-7» припинила своє існування в щільних шарах атмосфери над Південною Америкою.